# モントーネ
モントーネ（伊: Montone）は、イタリア共和国ウンブリア州ペルージャ県にある、人口約1,500人の基礎自治体（コムーネ）。

## 地理

### 位置・広がり

#### 隣接コムーネ
隣接するコムーネは以下の通り。
- チッタ・ディ・カステッロ
- ピエトラルンガ
- ウンベルティデ

### 気候分類・地震分類
モントーネにおけるイタリアの気候分類 (it) および度日は、zona E, 2279 GGである。
また、イタリアの地震リスク階級 (it) では、zona 2 (sismicità media) に分類される。

## 行政

### 分離集落
モントーネには、以下の分離集落（フラツィオーネ）がある。
- Bacciana, Cárpini, Casale, Corlo, Faldo, Gaianello, Santa Maria di Sette, San Lorenzo

## 文化・観光
「イタリアの最も美しい村」クラブ加盟コムーネである。